# George Schaefer (regista)
George Schaefer (Wallingford, 16 dicembre 1920 – Los Angeles, 10 settembre 1997) è stato un regista statunitense.
Attivo in televisione, a Broadway e al cinema dagli anni cinquanta agli anni novanta, ha vinto numerosi Primetime Emmy Awards e Directors Guild of America Award.

## Biografia
Schaefer è nato a Wallingford, nel Connecticut, e ha vissuto a Oak Park, nell'Illinois, per gran parte della sua infanzia e della sua giovinezza. Era figlio di Elsie Otterbein e di Louis Schaefer. Schaefer ha studiato regia teatrale alla Yale School of Drama. Ha iniziato la sua carriera da regista mentre si trovava nei servizi speciali dell'esercito statunitense durante la Seconda guerra mondiale. Ha diretto oltre 50 spettacoli teatrali per i militari. Dopo essere stato congedato, ha diretto gli spettacoli per i teatri di Broadway.
La sua prima produzione è stata l'Amleto di Shakespeare con Maurice Evans.
Durante l'età d'oro della televisione (1947-1960), Schaefer ha diretto numerosi adattamenti televisivi, trasmessi in diretta, di spettacoli di Broadway per la serie Hallmark Hall of Fame della NBC. Il primo episodio realizzato per Hallmark è stato un adattamento della sua messa in scena a Broadway di Amleto con Evans, trasmesso il 26 aprile 1953. Negli anni ottanta molte delle sue produzioni per Hallmark andarono in onda in syndication con il titolo George Schaefer Showcase Theatre. Le sue realizzazioni televisive gli sono valse cinque premi Emmy su 21 candidature. Ha anche vinto quattro Directors Guild of America Awards su 17 candidature, che è un record per le candidature. Ha anche diretto cinque pellicole cinematografiche, ma con un successo limitato.
Nel febbraio 1962 gli attori che avevano lavorato con Schaefer, tra cui Ed Wynn, Ethel Griffies e Boris Karloff, parteciparono a un tributo dedicatogli nel talk show notturno PM East/PM West che fu distribuito da Group W Productions della Westinghouse a Boston, Baltimora, Pittsburgh, Cleveland e San Francisco, così come ad altre stazioni a Washington, New York e Los Angeles.
Dal 1979 al 1981 George Schaefer è stato presidente della Directors Guild of America.
Dal 1982 al 1988 è stato nominato dal presidente Ronald Reagan membro del National Council on the Arts.
Nel 1985 è stato nominato presidente e successivamente preside associato presso l'UCLA School of Theater, Film and Television, dove è rimasto sino al 1991.
Durante gli anni ottanta e novanta Schaefer ha fatto parte del comitato consultivo del National Student Film Institute ed è stato anche presidente onorario dell'Istituto per un mandato di un anno.
Nel 1996 ha pubblicato la sua autobiografia From Live to Tape to Film: 60 Years of Inconspicuous Directing.
Il suo ultimo film TV è stato un adattamento della commedia Harvey, trasmesso postumo il 18 luglio 1999 da Odissey Network.

## Filmografia

### Cinema
- Pendulum (1969)
- Noi due a Manhattan (Generation) (1969)
- Le mogli (Doctors' Wives) (1971)
- Once Upon a Scoundrel (1974)
- Un nemico del popolo (An Enemy of the People) (1978)

## Teatro

### Broadway
- Hamlet, di William Shakespeare, Columbus Circle (1945)
- Man and Superman, di George Bernard Shaw, Alvin Theatre (1947)
- The Linden Tree, di J. B. Priestley, Music Box Theatre (1948)
- She Stoops to Conquer, di Oliver Goldsmith, City Center (1949) - produttore
- The Corn Is Green, di Emlyn Williams, City Center (1950) - produttore
- The Heiress, di Ruth e Augustus Goetz, City Center (1950)
- Captain Brassbound's Conversion, di George Bernard Shaw, City Center (1950) - produttore
- The Royal Family, di George S. Kaufman ed Edna Ferber, City Center (1951) - produttore
- King Richard II, di William Shakespeare, City Center (1951) - produttore
- The Wild Duck, di Henrik Ibsen, City Center (1951) - direttore artistico
- The Male Animal, di James Thurber ed Elliott Nugent, City Center (1952) - direttore artistico
- The Teahouse of the August Moon, di John Patrick, Martin Beck Theatre (1953) - coproduttore
- The Southwest Corner, di John Cecil Holm, Holiday Theatre (1955)
- The Apple Cart, di George Bernard Shaw, Plymouth Theatre (1956)
- The Body Beautiful, parole di Sheldon Harnick, musiche di Jerry Bock, Broadway Theatre (1958)
- Write Me a Murder, di Frederick Knott, Belasco Theatre (1961)
- The Great Indoors, di Irene Kamp, Eugene O'Neill Theatre (1966)
- The Last of Mrs. Lincoln, di James Prideaux, ANTA Playhouse (1972)
- Mixed Couples, di James Prideaux, Brooks Atkinson Theatre (1980)

### Altre piazze
- Darling, Darling, Darling!, di Patricia Coleman, McCarter Theatre di Princeton (1946)
- Kiss Me, Kate, parole e musicche di Cole Porter, Los Angeles Philharmonic Auditorium (1955)
- Zenda, parole di Lenny Adelson, Sid Kuller e Martin Charnin, musiche di Vernon Duke, Curran Theatre di San Francisco (1963)
- The Student Prince, parole di Dorothy Donnelly e musiche di Sigmund Romberg, tournée (1973)
- Ah, Wilderness!, di Eugene O'Neill, Academy Festival Theatre di Lake Forest, Illinois (1975)
- Slightly Delayed, di James Prideaux, Ogunquit Playhouse, Maine (1979)
- On Golden Pond, di Ernest Thompson, Ahamson Theatre di Los Angeles (1980)
- Another Part of the Forest, di Lillian Hellman, Ahamson Theatre di Los Angeles (1982)
- Lyndon, di James Prideaux, Playhouse di Wilmington (1984)
- Leave It to Jane, parole di Guy Bolton e P. G. Wodehouse, musiche di Jerome Kern, Doolittle Theatre di Los Angeles (1987)
- Winterset, di Maxwell Anderson, Ralph Freud Playhouse di Los Angeles (1988)
- Tusitala (Teller of Tales), di James Prideaux, Berkshire Theatre Festival, Massachusetts (1988)
- The Admirable Crichton, di J. M. Barrie, Ralph Freud Playhouse di Los Angeles (1989)
- Me and Juliet, di Oscar Hammerstein II, Ralph Freud Playhouse di Los Angeles (1989)

## Riconoscimenti
- Primetime Emmy Awards
  - 1959 - Migliore regia di una serie drammatica puntate da oltre un'ora - Hallmark Hall of Fame, episodio Little Moon of Alban
  - 1961 - Migliore regia di una serie drammatica - Hallmark Hall of Fame, episodio Macbeth